# Christopher Metz

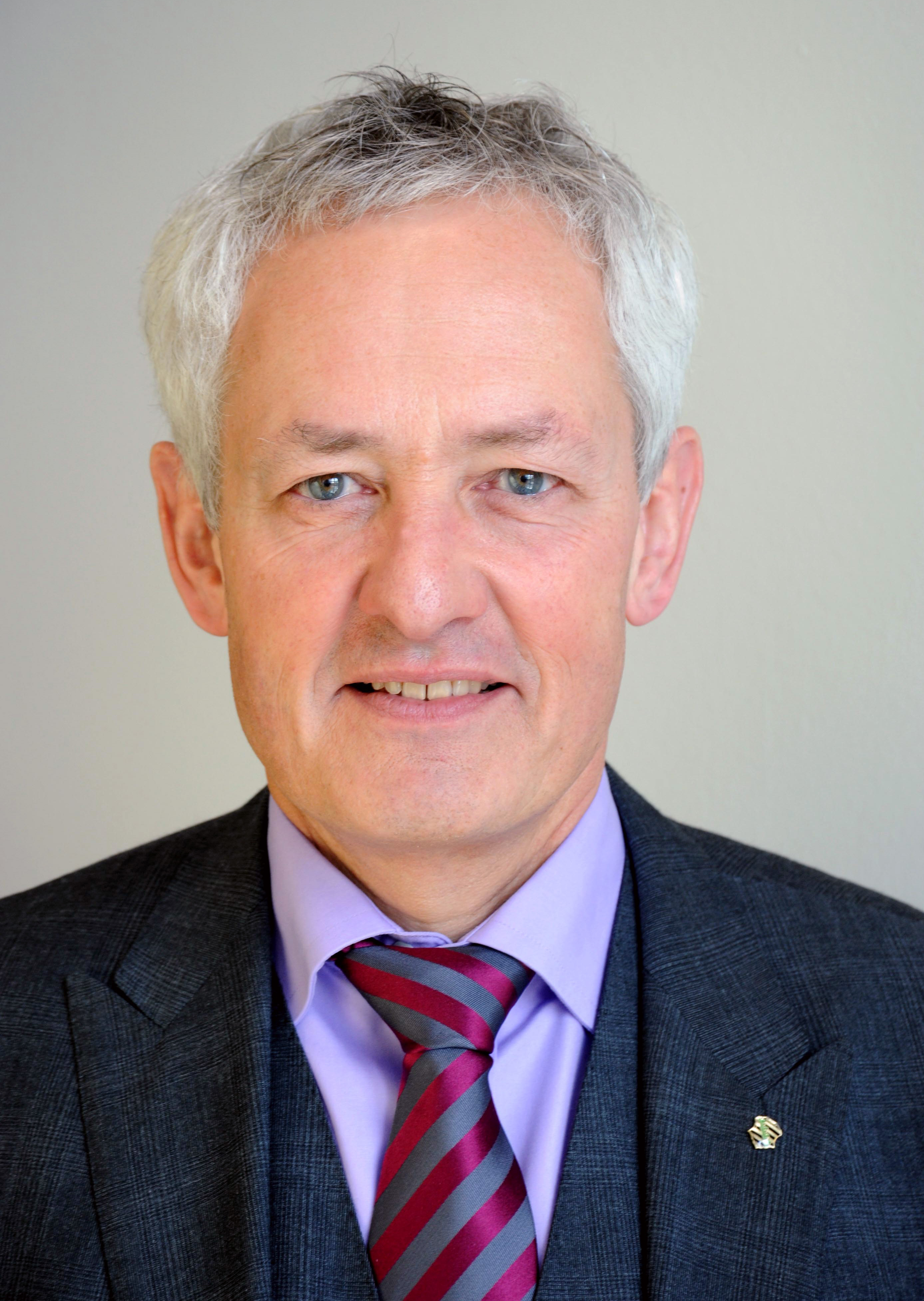
Christopher Metz

Christopher Metz (* 14. Juli 1955 in Viersen) ist ein deutscher Jurist, Verwaltungsbeamter und ehemaliger Direktor des Sächsischen Landtages.

## Studium
Nach dem Abitur und Wehrdienst studierte Metz von 1975 bis 1981 Rechtswissenschaften und Geschichte an der Universität Bonn. Es folgten das erste und das zweite juristische Staatsexamen sowie die Promotion mit einer Arbeit aus den Bereichen des Staats- und des besonderen Verwaltungsrechts. Außerdem absolvierte er ein Ergänzungsstudium an der Hochschule für Verwaltungswissenschaften in Speyer.

## Beruflicher Werdegang
Von 1985 bis 1989 war er hauptamtlicher Dozent im Bereich Aus- und Fortbildung am Studieninstitut für kommunale Verwaltung im Regierungsbezirk Köln. Im Anschluss daran bis 1992 übernahm Metz bei der Stadt Sankt Augustin die Leitung des Rechtsamtes und war gleichzeitig Pressesprecher der Stadt. Von 1992 bis 1997 war er dort als Leiter des Hauptamtes (Personal, Organisation, Datenverarbeitung, Ratsbüro und zentrale Dienste) sowie als Büroleiter des Stadtdirektors und weiterhin als Pressesprecher tätig. Von 1997 bis 2002 war er Kreisdirektor (politischer Wahlbeamter) beim Kreis Euskirchen und u. a. mit den Aufgabenfeldern Personal, Organisation und Datenverarbeitung, Schule, Jugend, Gesundheit und Soziales sowie Hoch- und Tiefbau betraut. Ab Januar 2003 war Metz als politischer Beamter beim sächsischen Landtag tätig. Nebenberuflich schloss er eine Ausbildung zum Managementtrainer sowie Unternehmensberater beim Team Dr. Rosenkranz in München ab und war als Trainer und Coach für Führungskräfte und Mitarbeiter tätig. Im Sommer 2006 sorgte Metz durch die private Nutzung seines Dienstwagens für Kritik. Das daraufhin eingeleitete Ermittlungsverfahren wurde durch die Staatsanwaltschaft Dresden im Februar 2007 wegen Geringfügigkeit eingestellt.

## Tätigkeiten
Metz war seit dem 1. Januar 2003 als Nachfolger von Volker Krieg Landtagsdirektor und ständiger Vertreter des Landtagspräsidenten. In dieser Funktion steuerte in Absprache mit dem Präsidenten den parlamentarischen Bereich mit juristischem Dienst, Plenar-, Ausschuss- und Petitionsdienst sowie die Ressourcenbereiche Personal, Abgeordnetenangelegenheiten, Haushalt, IT, Organisation, Informationsdienste und das Gebäudemanagement. Ihm oblag in vielen Bereichen die Abstimmung mit den Fraktionen.
Am 31. Dezember 2021 ging er in den Ruhestand. Seine Nachfolgerin als Landtagsdirektorin wurde Silvia Brüggen.

## Schriften
- Zulässigkeit und Grenzen formeller und materieller Präklusion. Dissertation, Bonn 1983;
- Langel/Metz/Strauch: Typisch Sankt Augustin. Siegburg, Rheinlandia Verlag, Klaus Walterscheid 1992, ISBN 3-925551-44-1
- Was muss die Qualifizierung von Führungskräften heute leisten? In: Kommunalpraxis 1995, S. 83 ff.
- Metz/Beil: Führungskompetenzen in den Landtagen fördern. In: Innovative Verwaltung 2015, S. 21 ff.